# 尼泊爾的艾滋病
艾滋病，在尼泊爾的感染人數估計佔人口1%，高危人群如女性性工作者，針筒注射吸毒者，男男性行為的男性（MSM）以及移民。文化因素也在尼泊爾艾滋病傳播中發揮重要作用。
自從1988年尼泊爾第一宗艾滋病毒/艾滋病病例報告出現以來，該疾病主要通過注射吸毒和無保護的性行為傳播。現有數據顯示，自1996年開始的新感染人數急劇增加，與內亂的爆發同時發生。然而，有證據表明最近流行率降低，總體數量下降，發病率似乎在逐漸下降。

## 流行率
截至2007年12月，尼泊爾政府報告了1,610個艾滋病例和10,546個艾滋病毒感染者，2008年世界艾滋病日已增至13,000個。聯合國艾滋病規劃署從2007年的估計顯示，尼泊爾約有75,000人是艾滋病毒陽性病菌者，包括所有年齡組。尼泊爾國家艾滋病與性病控制中心（NCASC）估計，2007年12月，該數字將接近70000人。NCASC（2010）報告說，艾滋病毒感染風險群體的估計數為59,984人。
尼泊爾的艾滋病主要由注射吸毒者，移民，性工作者及其客戶以及男男性行為驅動的。在2007年義加德滿都，博卡拉的注射吸毒者的監測研究表明，在城市注射吸毒者中流行率最高，其中百分之六點八至百分之三十四點七以上艾滋病毒呈陽性反應，在絕對數量方面，尼泊爾的1500000到2000000勞動力流動人口占尼泊爾艾滋病毒陽性人口的大部分。根據2006年一個研究，2.8％的從印度孟買返回的移民感染了艾滋病毒。
截至2007年，女性性工作者及其客戶的艾滋病毒感染率分別是2％和1％低於城市男男性行為的3.3％。艾滋病毒感染在男性中比女性，以及城市地區和尼泊爾西部較為普遍，移民工人更為常見。 根據尼泊爾2007年聯合國大會特別會議（UNGASS）的報告，勞工移民佔尼泊爾知名艾滋病毒感染總數的41％，其次是性工作者（15.5％）和注射吸毒者（10.2％）。
由於移民身份的不確定性，移民已經變得非常容易受到感染。雖然印度和尼泊爾有開放的邊界政策，尼泊爾公民在印度與印度人有同樣生活和工作的權利，反之亦然。[然而，這種協議的意識很低，因此許多移民避免了與國家的接觸，包括衛生服務。還有許多販賣人口的性行為。不僅所有性工作者都處於危險之中，而且由於語言障礙，尼泊爾性工作者往往與同行隔離。這些對等網絡對於提供有關預防的信息很重要。
許多性工作者也是注射吸毒者，移民或兩者兼是，增加艾滋病毒在風險群體中的傳播。大部分購買性服務的尼泊爾男子也已經結婚，使其成為艾滋病毒與普通人口銜接的潛在渠道。貧窮，低水平的教育，文盲，性別不平等，內部衝突，以及有限的適當保健服務加劇了疫情的影響。此外感染人口越來越多，現有的醫療服務已不堪重負。
許多艾滋病患者也同時是結核病患者，兩種疾病共同感染使治療和護理更複雜化。

## 國家回應
尼泊爾國家艾滋病與性病控制中心協調尼泊爾對艾滋病毒/艾滋病流行病的部門， 1992年，尼泊爾政府成立了全國艾滋病協調委員會，領導多部門應對艾滋病毒/艾滋病的工作。隨後成立了全國艾滋病理事會，負責監督委員會的工作。 但是，安理會和委員會都是無效的，部分原因是因為內戰。
儘管如此，在國家承諾方面取得了實質性進展，並加強了應對艾滋病毒/艾滋病流行病的應對措施。 艾滋病毒和艾滋病已被公認為新的中期三年發展計劃的優先事項。
尼泊爾也接受了幾個國際捐助組織的援助，其中包括全球基金和英國國際發展部。全球基金在2003年批准了二輪補助金，用於支持預防勞工和青年人的艾滋病，並照顧艾滋病毒感染者。 2007年，尼泊爾還獲得批准用於第七輪補助金，將重點放在勞務移民和針對男男性行為和注射吸毒者。